# Réjean Lemelin
Réjean „Reggie“ Lemelin (* 19. November 1954 in Québec City, Québec) ist ein ehemaliger kanadischer Eishockeytorwart und zurzeit Torwarttrainer der Philadelphia Flyers in der National Hockey League.

## Karriere
Lemelin begann seine Karriere 1972 in der kanadischen Juniorenliga QMJHL bei den Sherbrooke Castors, wo er sich mit Mario Lessard den Platz im Tor teilte. Nach seinem zweiten Jahr in der QMJHL wurde er im NHL Amateur Draft 1974 von den Philadelphia Flyers in der sechsten Runde an Position 125 ausgewählt. Kurz nach dem Draft wechselte er zu den Philadelphia Firebirds, dem Farmteam der Flyers, mit denen er drei Jahre in der unterklassigen North American Hockey League spielte. 1977 wurde die Liga aufgelöst, das Team bestand aber weiter in der AHL und Lemelin blieb der Mannschaft treu.
Die Philadelphia Flyers hatten sich dazu entschlossen Lemelin keinen Vertrag für die NHL anzubieten und so unterschrieb er 1978 bei den Atlanta Flames einen Vertrag. Er nahm die Position des zweiten Torhüters ein und spielte nebenbei noch einige Spiele für die Philadelphia Firebirds. Aus finanziellen Gründen entschlossen sich die Besitzer der Atlanta Flames 1980, das Team nach Calgary umzusiedeln und in Calgary Flames umzubenennen. Lemelin zog mit nach Calgary und war weiterhin als Back-up-Goalie tätig, allerdings erhielt er immer mehr Einsätze. Die Saison 1982/83 teilte er sich dann den Posten als Stammtorhüter mit Don Edwards. Beide bestritten je 39 Spiele in der Saison für Calgary, bei der absolvierten Eiszeit führte Lemelin knapp mit zwei Minuten.
Doch in der Saison 1983/84 war Lemelin der alleinige Stammtorhüter und brachte deutlich bessere Leistungen als Edwards. Drei Jahre blieb er die Nummer eins in Calgary, nahm mit dem Team Canada am Canada Cup 1984 teil, den sie auch gewinnen konnten. Doch 1986/87 wurde Lemelin durch Mike Vernon aus dem Tor der Flames verdrängt und man trennte sich von ihm am Ende der Saison.
Er erhielt einen neuen Vertrag bei den Boston Bruins, wo er auch gleich Stammtorhüter wurde und zog mit den Bruins ins Stanley-Cup-Finale gegen die Edmonton Oilers ein, wo sie allerdings unterlagen. Bereits während der Saison kam mit Andy Moog ein weiterer Torhüter von den Edmonton Oilers, mit dem sich Lemelin die Einsätze im Tor teilte. Beide standen sich in nichts nach und ergänzten sich glänzend. Lemelin wurde zum NHL Allstar-Game 1989 eingeladen und gewann zusammen mit Moog 1990 die William M. Jennings Trophy, da sie die wenigsten Gegentreffer zugelassen hatten. In den Playoffs erhielt nun der sechs Jahre jüngere Andy Moog den Vorzug und führte die Bruins 1990 ins Stanley-Cup-Finale, wo sie erneut Edmonton gegenüberstanden, und erneut mussten die Bruins die Finalserie als Verlierer beenden.
In den nächsten Jahren entwickelte sich Moog immer mehr zur alleinigen Nummer eins und Lemelin bekam immer weniger Eiszeit. Waren es 1990/91 noch 33 Spiele, so spielte er in der Saison darauf nur noch acht Mal, wobei er auch längere Zeit wegen einer Verletzung ausfiel. Während der Saison 1992/93 kam er in den ersten drei Monaten zu zehn Einsätzen, aber erklärte dann im Januar 1993 sein Karriereende.
Während der Saison 1993/94 war er Torwarttrainer der St. Louis Blues. Für den gleichen Posten wurde er im Sommer 1994 von den Philadelphia Flyers angeheuert und ist dort seitdem für das Training der Torhüter zuständig.

## Erfolge und Auszeichnungen
- 1978 AHL First All-Star Team
- 1989 Teilnahme am NHL All-Star Game
- 1990 William M. Jennings Trophy (gemeinsam mit Andy Moog)

### International
- 1984 Goldmedaille beim Canada Cup